# Pirátství v Somálsku

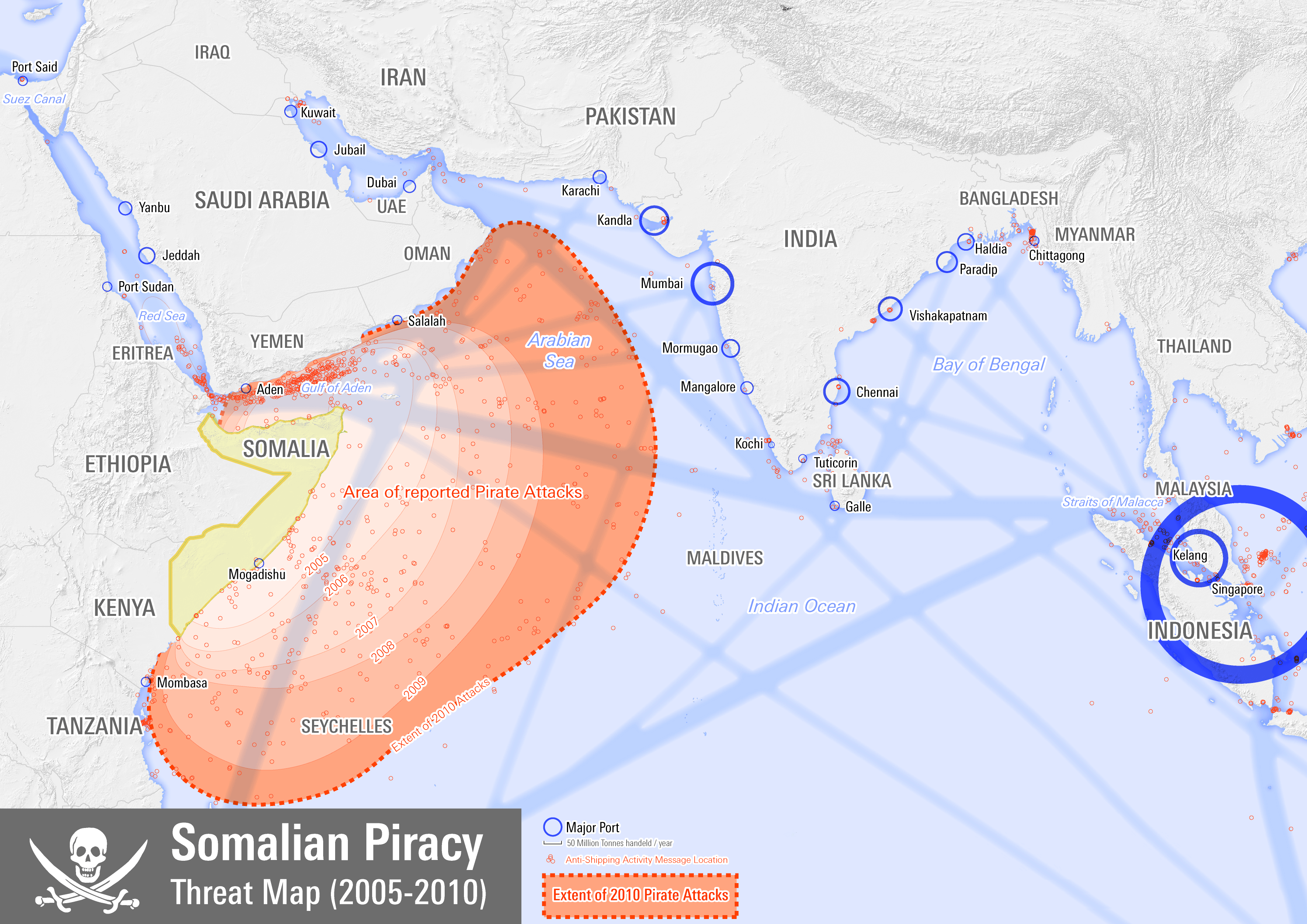
Oblast působení somálských pirátů

Pirátství v Somálsku je moderní forma pirátství, která se stala stálou hrozbou pro mezinárodní vody a námořní obchodní trasy, především v okolí somálského pobřeží (další rizikovou oblastí je například Malacký průliv).
Reakce různých světových organizací na zvýšený počet unesených lodí v posledních letech na sebe nenechala dlouho čekat a do boje s pirátstvím v Somálsku se zapojily především OSN a IMO. Pirátství v Somálsku také vedlo k ustanovení Námořního bezpečnostního prostoru, který nemá nijak vytyčené hranice, ale všeobecně je chápán jako námořní prostor mezi Somálskem a Jemenem, tedy Adenský záliv. V tomto prostoru operují mezinárodní námořní jednotky, které často doprovázejí obchodní lodě při jejich cestě Adenským zálivem. 5. října 2008 vydala Rada bezpečnosti OSN rezoluci 1838, ve které vyzývá všechny státy, jež mají v oblasti Adenského zálivu svá plavidla, aby se nezdráhaly použít vojenskou sílu při potlačování mezinárodního pirátství.

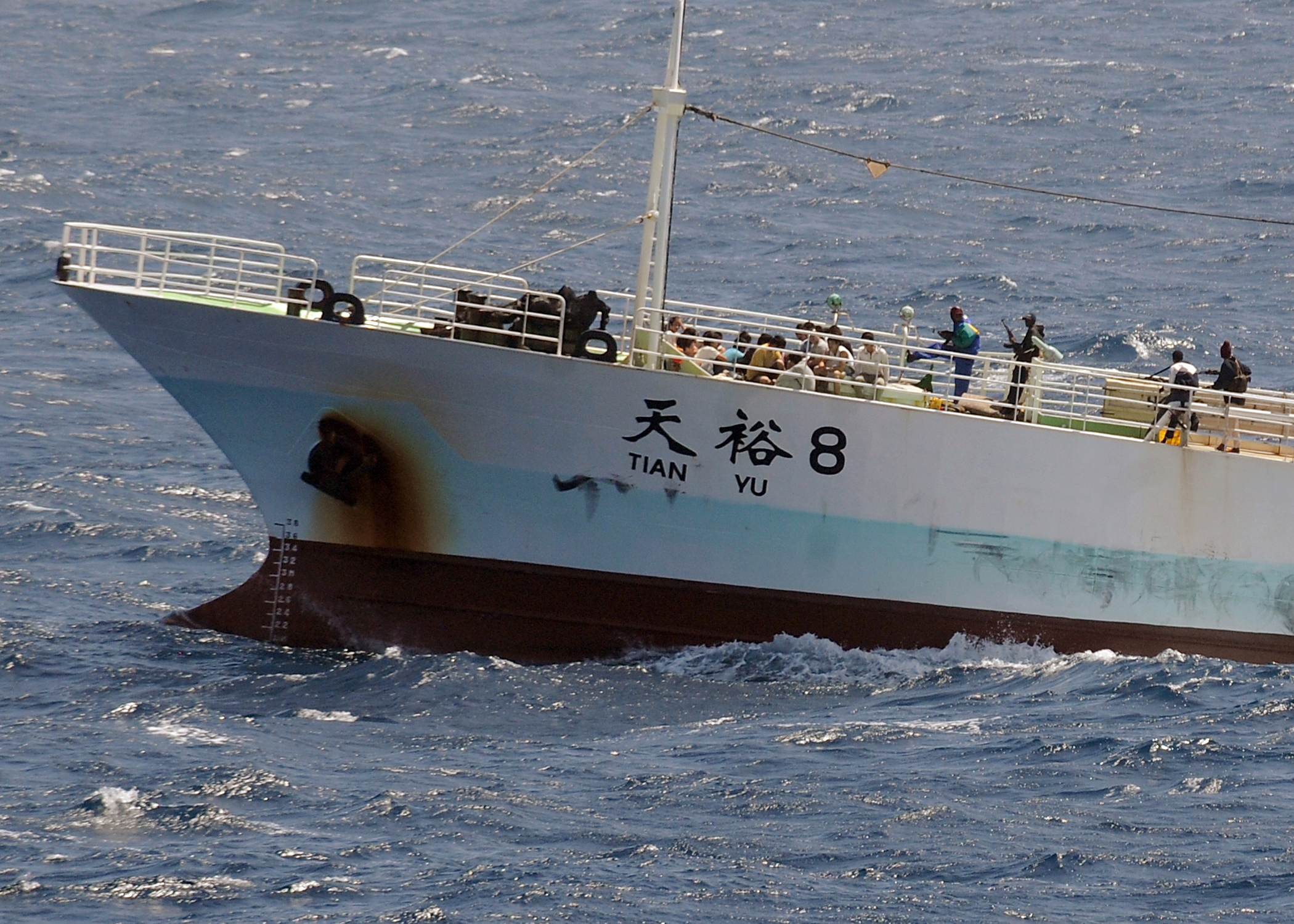
Piráti hlídají zajatou posádku čínské rybářské lodě Tchien Jü 8

Zvyšující se hrozba pirátství znepokojila taktéž Indii, jejíž obchodní cesty vedou většinou právě Adenským zálivem a proto v říjnu roku 2008 OSN povolila indickému námořnictvu vstup do somálských vod za účelem potlačení místního pirátství. K další eskalaci pirátství v okolí Somálska došlo v listopadu 2008, kdy somálští piráti začali přepadat obchodní lodě i mimo Adenský záliv a zároveň se začali zaměřovat na větší nákladní lodě nebo ropné a chemické tankery. To bylo ostře v kontrastu s předchozími únosy, které byly zaměřené především na menší a tudíž zranitelnější lodě.

## Historie

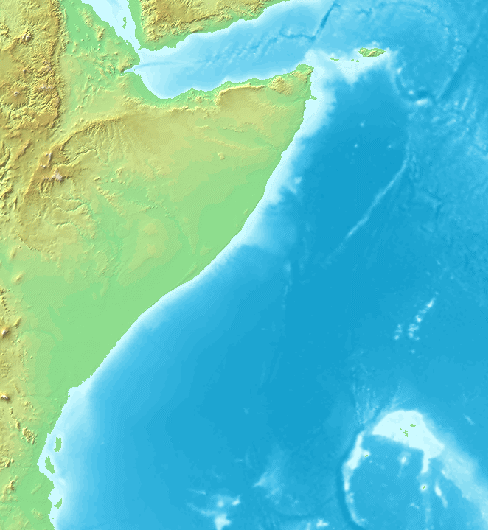
Mapa hlavních oblastí pirátských útoků u somálského pobřeží

Od konce 60. let až do vypuknutí občanské války v roce 1991, tedy za vlády třetího somálského prezidenta Siada Barre proudila do Somálska mezinárodní finanční pomoc. Tato pomoc měla být využita druhoplánově, tedy ne přímo na obstarání potravin pro obyvatele, nýbrž pro rozvoj rybářství. Začaly se proto stavět rybářské lodě a zařízení na jejich údržbu. Extrémní znečišťování místních vod ale vedlo k úbytku rybí populace a následně i ke zvýšení jejich výkupní ceny, což pomalu způsobilo nefunkčnost obchodu. Rozmáhat se začal i ilegální rybolov ze strany lodí jiných států, se kterým se díky absenci jakékoli pobřežní stráže nedalo bojovat. Po vypuknutí občanské války zde definitivně vznikly podmínky zralé pro růst pirátství 
V současné době je Somálsko jednou z nejchudších zemí na světě, což dokládají i údaje o HDP na hlavu, které se pohybují zhruba kolem 600 dolarů na rok. Podle Světové banky dokonce 73% Somálců žilo v roce 2008 s méně než 2 dolary na den. Somálsko je tedy téměř výlučně závislé na zahraniční pomoci. Absenci jednotné vlády a tedy i funkční ochrany vlastních rybolovných oblastí přitom využívají rybářské lodě jiných zemí k ilegálnímu rybolovu.
Všechny výše uvedené faktory spolu s několika povedenými únosy pak vedly k tomu, že mladí muži začali hromadně vstupovat do pirátských gangů. Vůdci těchto gangů mají v Somálsku vysoké sociální i ekonomické postavení a řadí se mezi místní elity. Právě oni zde mají nová auta, velké domy, moderní zbraně a nejhezčí dívky. Mnoho z pirátů jsou bývalí rybáři, kteří doplatili na ilegální rybolov v oblasti Adenského zálivu a když viděli ziskovost pirátství, začali se mu věnovat. Ve většině případů je totiž výkupné za zajatce zaplaceno a oni se ve zdraví dostanou na svobodu. Do boje s pirátstvím se zapojila i federální vláda Somálska, která například čas od času umožní vstup mezinárodním plavidlům do svých teritoriálních vod, stává se tak ovšem jen zřídkakdy, častěji jsou mezinárodní plavidla nucena přerušit pronásledování pirátů ve chvíli kdy vstoupí do somálských teritoriálních vod.

## Piráti

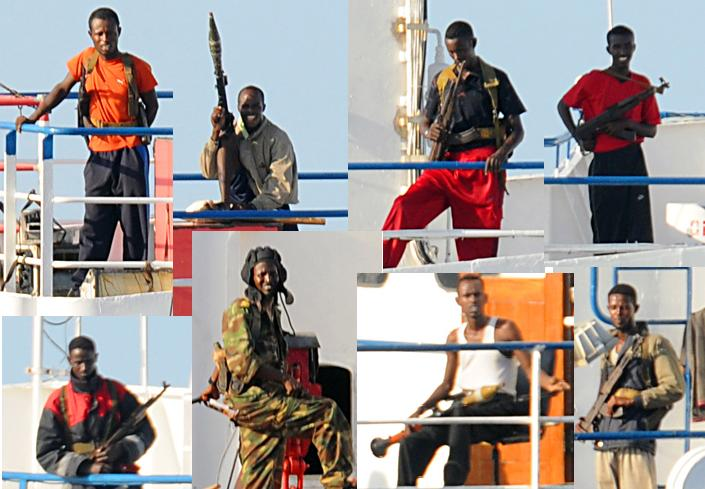
Somálští piráti

Většina pirátů pochází z oblasti Puntland, což je severovýchodní výběžek Somálska a mají mezi 20 – 35 lety. V oblasti Somálska působí nejméně 4 velké pirátské gangy. První z nich, Národní dobrovolnická pobřežní stráž (NVCG) působí v oblastech kolem přístavu Kismaayo na jižním pobřeží Somálska, kde se zaměřuje především na menší čluny a rybářské lodě. Této skupině velí Garaad Mohamed. Skupina Marka, pod vedením Yusufa Mohameda Siad Inda’adeho se skládá spíše z více neorganizovaných a roztroušených skupin působících v okolí města Marka. Třetí významnou skupinu Puntland tvoří především tradiční a bývalí rybáři právě v okolí Puntlandské oblasti. Tito piráti se vyznačují velmi dobrou znalostí místních vod. Poslední skupinou jsou Somali Marines, o které se říká, že je nejmocnější a nejsilnější. Má dokonce vojenskou strukturu, můžeme zde proto najít například admirála, viceadmirála nebo finančního vedoucího.

## Útoky pirátů

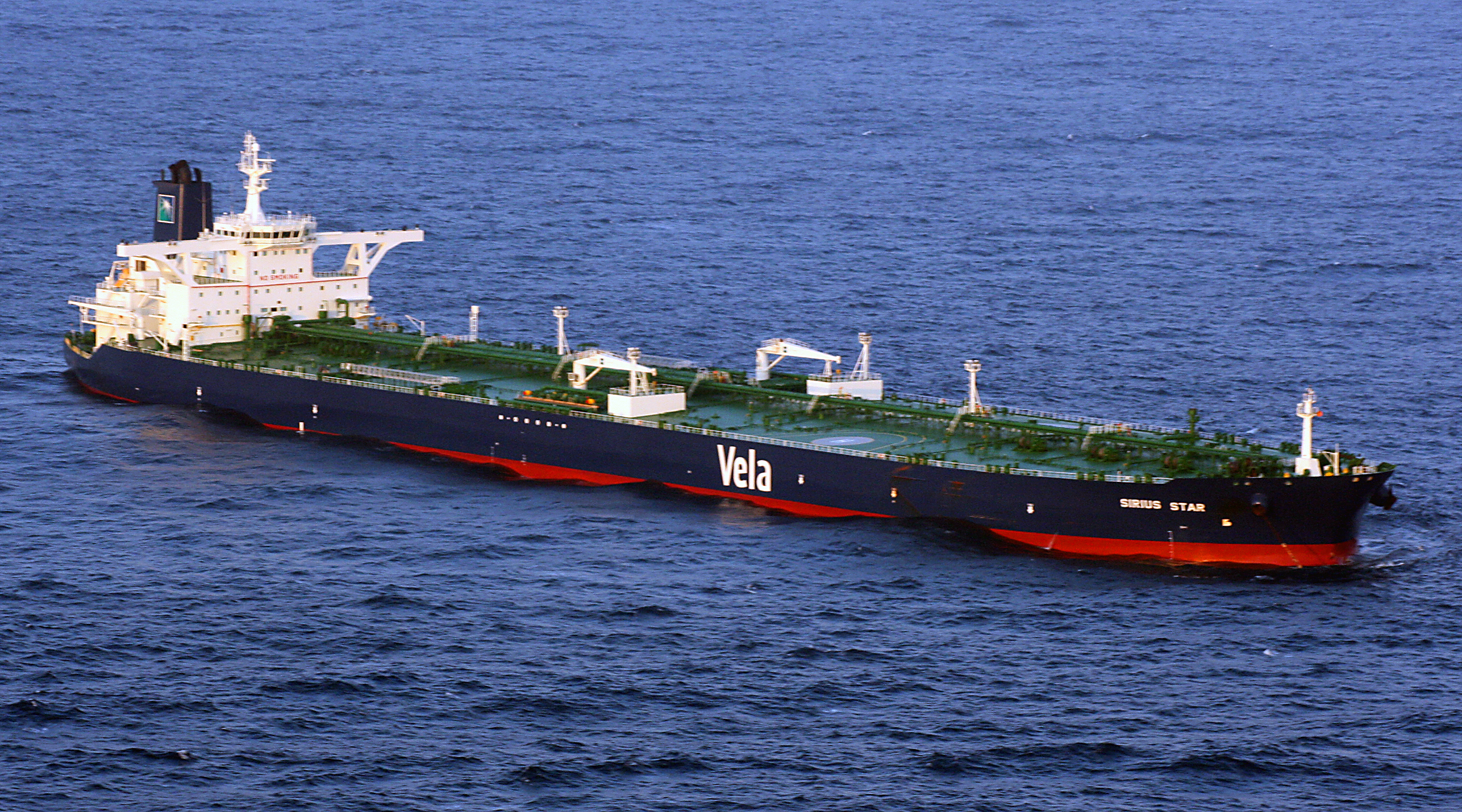
Tanker Sirius Star unesený v roce 2008

8. dubna 2009 obsadili čtyři somálští piráti americkou loď jihovýchodně od somálského města Eyl. Tato loď převážela 17 000 tun nákladu, z čehož zhruba 5000 tun byly humanitární dávky určená pro Somálsko, Keňu a Ugandu. O čtyři dny později zabili odstřelovači amerického námořnictva tři piráty, kteří drželi kapitána Richarda Phillipse na palubě záchranného člunu americké lodi. Americké námořnictvo uvedlo, že jeho život byl v bezprostředním ohrožení. Poslední ze čtyř pirátů se vzdal a později byl odsouzen.
20. dubna 2009 byla unesena jemenská rybářská loď společně s 20 rybáři na palubě. Rybáři byli převezeni čluny na pirátskou loď a byli donuceni ji řídit. Zachytila je však nizozemská námořní loď, která zrovna v té době prováděla cvičení NATO. Nizozemští vojáci zabavili sedmi pirátům zbraně, nicméně později je byli nuceni propustit z důvodu nedostatečných pravomocí.
8. listopadu 2009 došlo k zatím nejmedializovanějšímu únosu. Obětí somálských pirátů se stal britský pár, který si piráti vzali jako rukojmí a požadovali jeho výměnu za 7 svých držených mužů. Piráti proklamovali, že se jedná o somálské rybáře, ale EU oponovala, že tito muži byli zadrženi z důvodu střelby z pušek AK-47 na francouzskou rybářskou loď. Po 100 dnech od únosu britského páru poslali somálští piráti video, na kterém je vidět podvyživená unesená Britka a požadovali 3 miliony dolarů jako výměnu za její propuštění a to do května roku 2010.

## Vnímání

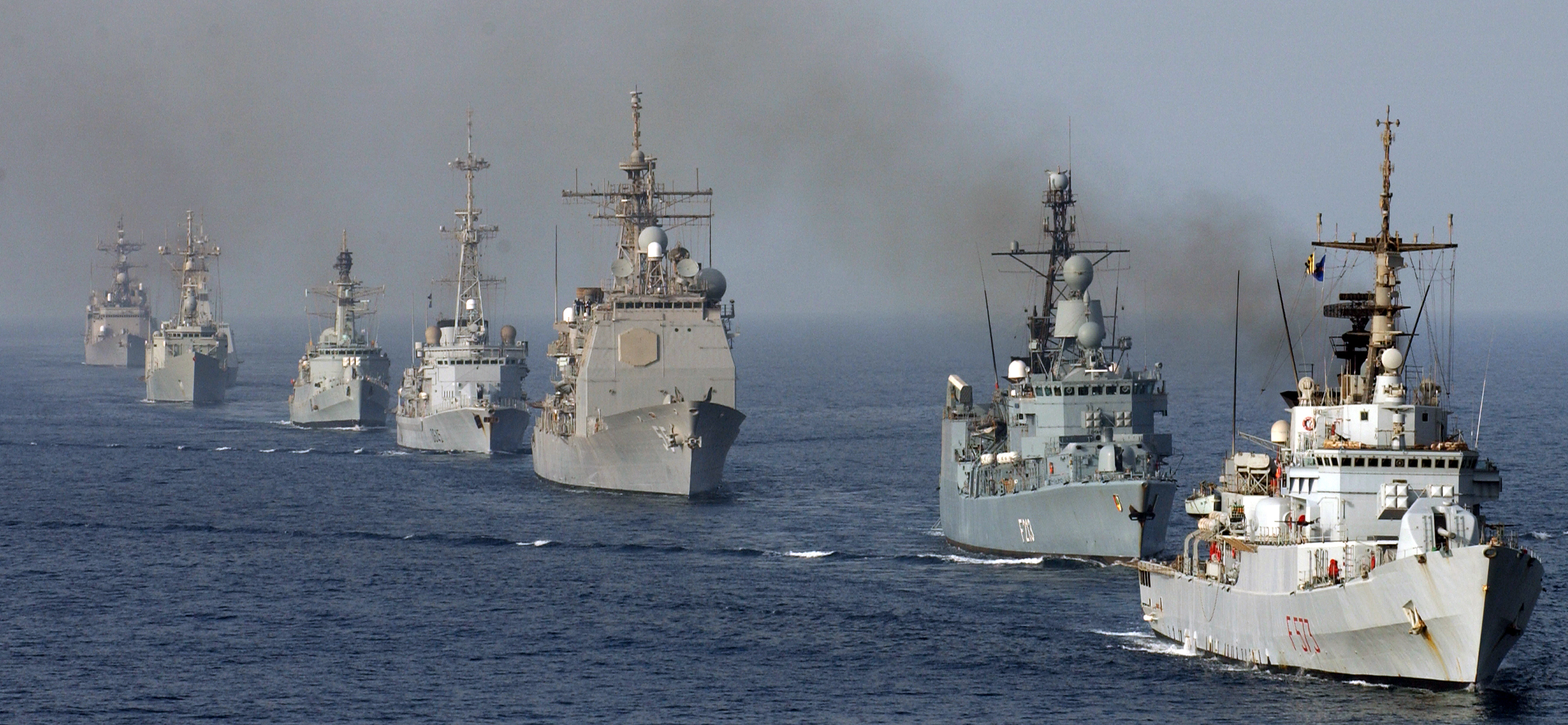
Válečné lodě mezinárodních sil operující v oblasti

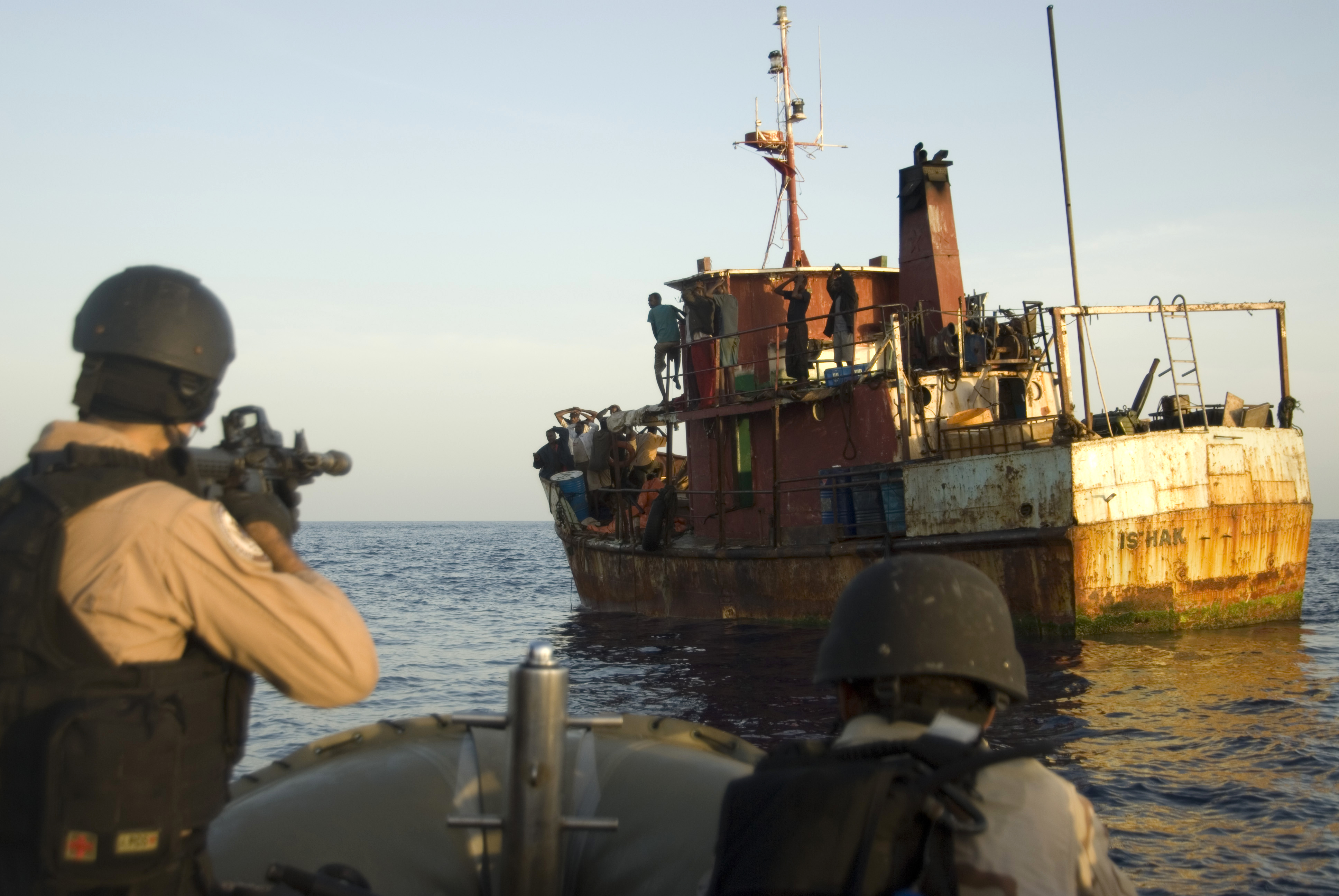
Zadržená pirátská loď

Samotní obyvatelé Somálska vnímají pirátství pozitivně i negativně. Mnoho z nich se pochopitelně necítí bezpečně, když jsou kolem nich ozbrojení muži. Dalším vadí nadměrná konzumace alkoholu a khatu (místní droga). 
Na druhou stranu obyvatelé vítají ekonomické úspěchy pirátů, jelikož z jejich osobního profitu mají užitek celé vesnice a gangy pak pořizují věci jako například generátory a tak je ve vesnici elektrický proud po celý den, což byl donedávna pro většinu obyvatel nedosažitelný luxus. V sousední Keni zase rybáři zaznamenávají nebývalé úlovky a připisují to taktéž na vrub působení somálských pirátů v oblasti s tím, že jejich přítomnost odrazuje ostatní rybáře od komerčního rybolovu.

## Zbraně a financování
Většinu zbraní získávají piráti z Jemenu nebo je koupí přímo v hlavním městě Somálska Mogadišu. Z uveřejněných fotek lze rozpoznat že se jedná především o zbraně jako AKM, RPG-7 nebo poloautomatické pistole TT-33. 
Ohledně výkupného pro piráty se většinou jedná o neoznačené dolarové bankovky. Předávka probíhá buď vrtulníkem, pomocí skifu ve vodotěsném kufru anebo pomocí padáku. Pro ověření pravosti bankovek používají piráti klasické počítací stroje na peníze. Somálské piráty údajně finančně podporují i Somálci žijící v diaspoře po celém světě.